# Роби Кригер
Роби Кригер (енгл. Robby Krieger; Лос Анђелес, 8. јануар 1946) је амерички рокенрол гитариста и текстописац из Лос Анђелеса у Калифорнији. Био је гитариста у групи Дорс и написао је неке од најпознатијих песама овог бенда, између осталих и „Light My Fire“, „Love Me Two Times“, „Touch Me“ и „Love Her Madly“.
Часопис Ролинг стоун уврстио га је на 91. место своје листе „100 највећих гитариста“.